# Serrat del Trullet
El Serrat del Trullet és una muntanya de 622 metres que es troba al municipi de Pinell de Solsonès, a la comarca catalana del Solsonès.